# Alouatta guariba
La scimmia urlatrice bruna (Alouatta guariba Humboldt, 1812) è un primate platirrino della famiglia degli Atelidi.
Veniva un tempo classificata come Alouatta fusca: tale nome è attualmente considerato obsoleto.

## Distribuzione
Con due sottospecie (Alouatta guariba clamitans Cabrera, 1940 ed Alouatta guariba guariba Humboldt, 1812) vive nella foresta atlantica del Brasile e dell'Argentina.

## Descrizione

### Dimensioni
Misura poco meno di un metro di lunghezza: bisogna tenere in conto che la coda è lunga quanto il corpo. Il peso va dai 4 ai 7 kg.

### Aspetto
Il pelo è solitamente bruno-rossiccio (da qui il nome comune), non mancano tuttavia esemplari di altri colori, come rosso o giallastro, a seconda della zona dell'areale presa in considerazione.

### Dimorfismo sessuale
I maschi sono più grandi e robusti delle femmine: un maschio è mediamente grande 1,5 volte la femmina.

## Biologia
Come tutte le scimmie urlatrici, questi animali sono piuttosto statici: passano infatti circa il 70% del tempo in stato di inattività, ed il restante tempo viene speso a cibarsi ed in minima parte a socializzare con altri esemplari. Per un esemplare di questa specie, movimenti di un chilometro al giorno sono da considerarsi del tutto eccezionali.

Rispetto alle congeneri, si differenzia nelle vocalizzazioni: la specie non è infatti solita esibirsi nei classici "cori mattutini", ma tende ad emettere i propri richiami in special modo durante le interazioni fra vari gruppi.

I gruppi sono abbastanza elastici nella composizione: si possono trovare in egual misura gruppi di soli maschi, di sole femmine, a regime misto, harem di un maschio e più femmine o singole coppie.

### Alimentazione
Si tratta di animali erbivori: a seconda della zona e della stagione, possono nutrirsi in maggiore misura di foglie o di frutti, ma in ogni caso queste due sono le componenti principali della loro dieta.

Non possedendo le strutture specializzate presenti in altri animali folivori, questi animali sono costretti a un regime di vita molto lento per poter far fronte ai lunghi tempi necessari per demolire la cellulosa.

### Riproduzione
La gestazione dura sei mesi, al termine dei quali viene partorito un unico cucciolo, che viene allattato per un anno circa: dopo lo svezzamento, può tuttavia continuare a mostrare comportamenti infantili (come la richiesta della poppata) per altro tempo.